# Madalena Alberto
Madalena Alberto (Lisbona, 1984) è un'attrice e cantante portoghese, nota per il suo lavoro nel teatro musicale londinese.
Ha recitato in numerosi musical in Gran Bretagna, Portogallo e Malaysia, tra cui L'opera da tre soldi (Lisbona, 2005), Fame (tour inglese, 2007), Chicago (Kuala Lumpur, 2007), Zorro the Musical (Londra, 2008), Les Misérables (tour inglese, 2010), Godspell (Londra, 2011), Piaf (Leicester, 2013), Evita (Londra e tour inglese, 2013), The Vote (Londra, 2015), Elegies for Angels, Punks and Raging Queens (Londra, 2015), Cats (Londra, 2016), The War of Worlds (Londra, 2016) e The Fix (Londra, 2016).